# Cantó de Galan
El cantó de Galan és un cantó francès del departament dels Alts Pirineus, situat al districte de Tarba. Té 11 municipis i el cap cantonal és Galan.

## Municipis
- Bonrepaus
- Castèthbajac
- Galan
- Galés
- Ueidèth
- Libaròs
- Montastruc
- Arrecurt
- Sabarròs
- Sent Ors
- Tornós Davant

## Història
| Data d'elecció                           | Identitat     | Partit | Qualitat |
| ---------------------------------------- | ------------- | ------ | -------- |
| 1988-2008                                | André Lapeyre | UDF    |          |
| 2008-                                    | Jeanine Dubié | PRG    |          |
| les dades anteriors no són pas conegudes |               |        |          |
|                                          |               |        |          |

## Demografia
| 1962  | 1968  | 1975  | 1982  | 1990  | 1999  | 2006  |
| ----- | ----- | ----- | ----- | ----- | ----- | ----- |
| 2.870 | 2.825 | 2.863 | 2.776 | 2.559 | 2.369 | 2.240 |